# Actinodaphne microphylla
Actinodaphne microphylla là loài thực vật có hoa trong họ Nguyệt quế. Loài này được Elmer miêu tả khoa học đầu tiên năm 1908.